# Macabros
Macabros war eine Heftroman-Serie, die ursprünglich vom deutschen Autor Jürgen Grasmück geschrieben wurde und unter seinem Pseudonym Dan Shocker in den Jahren von 1973 bis 1983 erschien. Von März 2008 bis September 2014 schrieben Christian Montillon, Dennis Ehrhardt (teils auch als Dario Vandis) und Andrea Bottlinger (als Susanne Wilhelm) die Fortsetzung der Reihe. Die Serie besteht aus einer Mischung aus Horror- und Fantasyliteratur, die zur Zeit der ersten Serie (1973–1983) einzigartig war.

## Geschichte
Die Romane erzählen die Abenteuer von Björn Hellmark im Kampf gegen Dämonen, Monster und Menschen, die mit dem Bösen im Bunde stehen. Hellmark verunglückt bei einem Autorennen tödlich. Seine unerklärbare Genesung wird von dem Erscheinen der Stimme Al Nafuurs, eines Priesters aus Xantilon, begleitet. Al Nafuur offenbart, dass Hellmark der Auserwählte sei, Kaphoon, der Sohn des Toten Gottes, ein Nachfahre der Könige von Xantilon, einer vor langer Zeit untergegangenen Insel und Kultur. In seinem zweiten Leben folgt Hellmark alten Prophezeiungen eines xantilonischen Propheten. Er findet Verbündete und Waffen gegen die schwarzen Priester und ihre Anhänger, die die Menschheit unterjochen wollen und gegen die Wiederauferstehung Xantilons arbeiten. Hilfe bekommt Hellmark vor allem von Macabros, seinem unverletzlichen Doppelgänger aus Bioplasma. Hellmark kann Macabros durch seine Gedanken entstehen lassen und lenken; mit seiner Hilfe kann sich Hellmark auch teleportieren.

## Romane
Die erste Romanserie umfasst 125 Hefte. Sie wurde als Erstauflage ab 1973 vom Zauberkreis Verlag veröffentlicht. Aus gesundheitlichen Gründen beendete Grasmück die Serie vorerst. Der langsame Einbruch der Verkaufszahlen im Romanheftmarkt Mitte der 80er-Jahre und ein Wechsel im Vorstand des Verlags führten dazu, dass die Serie – entgegen den Hoffnungen der Fans und des Autors – nicht fortgesetzt wurde.
Es gab noch zwei unvollständig beendete Neuauflagen der Serie. Zuerst wurden in den Jahren von 1976 bis 1980 die ersten 45 Titel wiederholt, zwischen 1982 und 1986 erschienen dann noch einmal die Hefte von 1 bis 98. Die letztlich endgültige Einstellung der Serie wurde den Lesern im Gegensatz zum fast zeitgleich eingestellten Dämonenkiller nicht direkt mitgeteilt, sondern an der Stelle, an der sich üblicherweise die Vorschau auf die kommende Folge befand, war lediglich eine weiße Fläche zu sehen. Seit dem Jahr 2000 werden die Hefte als Taschenbücher im Blitz Verlag wieder neu aufgelegt. In einem Paperback sind 2 Romane zusammengefasst. In der eigenständigen Saga Murphy im Blitz Verlag, später fortgesetzt in der Cassiopeia Press, hatte Björn Hellmark einen letzten Kurzauftritt, von Jürgen Grasmück eigenhändig lektoriert. Er erschien unter dem Titel „Jenseits der Finsternis“, verfasst von Alfred Wallon und Marten Munsonius. Seit 2005 erscheinen die Romane auch als E-Book bei vph eBooks, seit 2009 bei story2go.
Im 50. Roman der Heftserie, Rha-Ta-N'mys Leichenschlucht, lernt Björn Hellmark Larry Brent kennen, die Hauptfigur einer anderen erfolgreichen Romanserie von Jürgen Grasmück. Es gab noch weitere Überschneidungen der beiden Serien. So sieht z. B. Björn Hellmark im 56. Roman (Die Leichenpilze kommen) Larry Brents Auto vor dem Eingang der PSA-Zentrale stehen.
Mit der Heldenfigur des Mirakel schuf Grasmück eine Subserie innerhalb der Macabros-Romanserie, die es allerdings nicht zu einer eigenen Serie schaffte. Einige Hefte dieser Subserie waren die einzigen Macabros-Romane, die Grasmück nicht selbst verfasst hat. Durch die Doppelbelastung zweier Serien, seinem angeschlagenen Gesundheitszustand und der Absicht, Mirakel als eigene Serie zu etablieren, wurden die Macabros-Romane 55, 57, 61 und 72 nach Exposés durch von Grasmück ausgesuchte Autoren geschrieben.

### Folgenindex der Romanhefte
1. Der Monstermacher
2. Fluch der Druidin
3. Attacke der Untoten
4. Konga, der Menschenfrosch
5. Die Schreckensgöttin
6. Horror-Trip
7. Totenacker der Dämonen
8. Die Geister-Höhlen
9. Blutregen
10. Duell mit den Höllengeistern
11. Im Leichen-Labyrinth
12. Molochos Totenkarussell
13. Mandragora, Herrin der Angst
14. Knochensaat
15. Phantoma, Tochter der Finsternis
16. Geisterheere aus dem Jenseits
17. Dwylup, Stadt der Monster
18. Knochentunnel in das Grauen
19. Im Schlund der Höllenschlange
20. Die Blutgärten von Sodom
21. Abraxas, Fluch des Magiers
22. Phantom aus dem Unsichtbaren
23. Gefangen im Totenmaar
24. Marionetten des Schreckens
25. Uga, Bestie aus der Urzeit
26. Elixier der Verdammnis
27. Totenbarke nach Xantilon
28. In der Falle des Schattenfürsten
29. Marubur, Herr der Wahnsinnshallen
30. Tempel der Versteinerten
31. Der Schreckliche aus dem Totenbrunnen
32. Kreatur der Verdammnis
33. Flucht in den Geistersumpf
34. Galeere des Grauens
35. Mirakel, Mann der Geheimnisse (Mirakel 1)
36. Gruft der bösen Träume
37. Unter der Dämonenpeitsche
38. Mirakel, Phantom aus dem All (Mirakel 2)
39. Im Verlies der Hexendrachen
40. Tal der tausend Foltern
41. Tschinandoah – Wo die Steine leben
42. Hades, Hort der Vergessenen
43. Die Horror-Tempel von Skyx
44. Mirakel, Herr im Geisterland (Mirakel 3)
45. Das Geheimnis der grauen Riesen
46. Blutsiegel des Molochos
47. Formicatio – Welt des Unheils
48. Die Parasitengruft
49. Die Qualligen aus der Mikrowelt (Mirakel 4)
50. Rha-Ta-N'Mys Leichenschlucht
51. Skelettus – Fürst der Knochenburg
52. Aufstand der Knochenmonster
53. Totenkopfmond
54. Femgericht der Kugelköpfe
55. Mysterion der Seelenfänger (Mirakel 5)
56. Die Leichenpilze kommen
57. Dämonenpest (Mirakel 6)
58. Oceanus, Geist der schwarzen Wasser
59. Die menschenfressenden Schatten
60. Dwahls Hirnpuppen greifen an
61. Wenn Shimba-Loos Todesruf erschallt (Mirakel 7)
62. Shieba-Loo schickt den Rachedämon (Mirakel 8)
63. Die Feuerbestien aus Kh'or Shan
64. Es erwacht der Ursen-Wahn
65. Xantilon – Urkontinent aus der Asche
66. Die Monstertürme von Kh'or Shan
67. Arson – gefangen im Nichts
68. Apokalpytas erste Vision
69. Gigantopolis – Alptraumstadt
70. Eissturmland des Drachenkönigs
71. Spinnenritter greifen an
72. Nh'or Thruus Unheil-Schläfer (Mirakel 9)
73. Das Plasma-Ungeheuer
74. Krypta der Regenbogenmenschen
75. Ustur – in den Ketten des Unheimlichen
76. Ruf ins Vergessen (Mirakel 10)
77. Zitadelle des Grauens
78. Apokalyptas Sintfluthölle
79. Die Nachtseelen von Zoor
80. Die Waben-Monster
81. Wrack der namenlosen Götter
82. Das magische Vermächtnis der grauen Riesen
83. Apokalyptas todbringende Armada
84. Horron – Kontinent der Vergessenen
85. Oceanus' Totenheer
86. Die Horron-Barbaren
87. Myriadus, der Tausendfältige
88. Die flüsternden Pyramiden
89. Rückkehr in den Totenbrunnen
90. Höhle des Unheils
91. Die Pestreiter
92. Mandragoras Zaubergärten
93. Fluch der Schlangengöttin
94. Todesruf der schwarzen Hexe
95. Verschollen in Dwylup
96. In der Arena der Drachentöter
97. Das Grab in Lemuria
98. Dämonenkrieg
99. Die Seelenfresser von Lemuria
100. Rha-Ta-N'Mys Schreckens-Zentrum
101. Sturz in das Chaos
102. Die Finsterlinge von Krosh
103. Nebel-Labyrinth des Tschonn
104. Höllenspuk
105. Jagd auf den Horror-Götzen
106. Die gläsernen Dämonen von Etak
107. Mord-Clan der Männer in Schwarz
108. Haus des grausamen Druiden
109. Vontox – Der Magier aus Lemuria
110. Kampf in der Alptraumstadt
111. Molochos Flucht ins Jenseits
112. Totenheer "Nekromos"
113. Die Wahnsinnskugeln
114. Kaphoons Grab
115. Skorokka – Strom ins Totenland
116. Die Droge der Götter
117. Amoklauf der Verlorenen
118. Sternenschloß des Toten Gottes
119. Flieh, wenn der Schattenmann kommt
120. Giftstachel des Skorpion-Dämons
121. Höllenmarionetten
122. Doc Shadow – Geist der Schattenwelt
123. Die Spukruine von Maronn
124. Drudan, der Mysterien-Macher
125. Das Zauber-Pergament

## Bücher
Der Zaubermond-Verlag veröffentlichte im März 2008 mit Der Leichenorden von Itaron eine Fortsetzung der Heftromanserie in Buchform. Kurz vor seinem Tod war Dan Shocker noch an der Entwicklung dieses Fortsetzungsprojektes beteiligt. Die neuen Romane wurden unter anderem von Christian Montillon geschrieben, der zuvor bereits für ähnliche Serien wie Professor Zamorra arbeitete. Die Serie wurde im September 2014 mit Erscheinen des 13. Bandes erneut eingestellt.

### Itaron – wo die Zeit gerinnt Zyklus
- Band 1: Der Leichenorden von Itaron.
- Band 2: Ath'krala - Seuchengezücht des Molochos.
- Band 3: Prozession der Verlorenen.
- Band 4: Die Verfluchten von Trutzmorodor.
- Band 5: Rha-Ta-N'mys Totenstadt.

### Das Mysterium der Dämonengöttin Zyklus
- Band 6: Xantilon Totenzug der Weißen Priester.
- Band 7: Dämonenschwarm des Tausendfältigen.
- Band 8: Shab-Sodds Lügenträume.
- Band 9: Höllentanz der Knöchernen.

### Die Hierarchie des Grauens Zyklus
- Band 10: Phantomas Schnee-Kreaturen. 2012.
- Band 11: Der Todesfluch der Aanss. 2013.
- Band 12: Kaphoons blutige Tränen. 2013.

### Abschlussband
- Band 13: Die fliegenden Särge von Rha`loshem. 2014.

## Hörspiele

### Europa
Macabros wurde auch als Hörspielreihe beim Label Europa in den Jahren 1983 und 1984 produziert. Unter dem Pseudonym Charly Graul schrieben Douglas Welbat, seine Frau Katja Brügger und Bertram von Boxberg Hörspieldrehbücher nach den Romanheften. Dabei wurden die Romane vor allem mit Humor angereichert. Welbat schrieb sich die Figur des Björn Hellmark, die er in den Hörspielen auch spricht, laut einem Interview auf den eigenen Leib. Die daraus resultierenden, lebendigen Monologe, in denen sich Hellmark an den Hörer wendet oder Szenen kommentiert, sind einer der Gründe für die anhaltende Beliebtheit der Hörspielserie.
Es wurden lediglich 10 Hörspiele realisiert. Es kursiert die Geschichte, dass die Serie eingestellt wurde, weil eine Folge der Serie Larry Brent indiziert wurde und der Hörspiel-Verlag weitere Indizierungen fürchtete. Tatsache ist aber, dass die letzte Macabros-Folge bereits 1984 produziert und verkauft, die Larry Brent Folge Die Schlangenköpfe des Dr. Gorgo allerdings erst 1986 indiziert wurde.
Die Hörspielserie beginnt mit der Vertonung des zweiten Romans Fluch der Druidin.
In seiner Reihe Die Rückkehr der Klassiker brachte Europa alle Hörspiele ab 2000 wieder auf den Markt. Bei dieser Veröffentlichung wurden eine Reihe von Änderungen an den Hörspielen vorgenommen. So wurden Musikstücke, die aufgrund eines Rechtsstreits mit dem Komponisten Carsten Bohn nicht mehr eingesetzt werden durften, ausgetauscht und neben besonders brutalen Stellen auch einige Dialoge gekürzt.

#### Folgenindex der Europa-Hörspiele
1. Der Fluch der Druidin
2. Attacke der Untoten
3. Konga, der Menschenfrosch
4. Der Horror-Trip (beinhaltet vornehmlich Die Schreckensgöttin)
5. Die Geister-Höhlen
6. Der Blutregen
7. Duell mit den Höllengeistern
8. Im Leichenlabyrinth
9. Molochos Totenkarussell
10. Die Knochensaat

### Hörspiele Welt
Ab August 2006 brachte das Label Hörspiele Welt neue Hörspiele basierend auf den Romanen heraus. Björn Hellmark wird dabei von Simon Gosejohann und Carminia Brado von Nandini Mitra gesprochen. Der erste Macabros-Sprecher Douglas Welbat erhielt als Alfred Hellmark, Björns Vater, eine Ehrenrolle. Als erste Folge erschien der erste Roman Der Monstermacher mit 136 Minuten Laufzeit, in dem die Ursprünge von MACABROS erklärt werden.
Hörspiele Welt kündigte an, alle 125 Romane vertonen zu wollen, darunter auch die zehn bereits beim Label EUROPA erschienenen Folgen, nachdem deren Lizenz ausgelaufen ist. Aus diesem Grund erschien z. B. Folge Nr. 5 (Die Schreckensgöttin) als zweite Folge, ehe Folge Nr. 2 die Reihe fortsetzte.
Im Juni 2012 meldete Hörspiele Welt den Beginn des Tonschnitts für Folge 7, diese wurde jedoch bisher nicht veröffentlicht. Auch gibt es seitdem keine weiteren offiziellen Informationen zur Fortsetzung der Serie.

#### Folgenindex der Hörspiele von Hörspiele Welt
1. Der Monstermacher (Doppel-CD) (August 2006)
2. Der Fluch der Druidin (Juli 2008)
3. Attacke der Untoten (September 2008)
4. Konga, der Menschenfrosch (September 2010)
5. Die Schreckensgöttin (September 2007)
6. Der Horror-Trip (Mai 2012)

### WinterZeit
Seit 2015 wird der Stoff von Markus Winters Label WinterZeit unter dem Titel Macabros Classics in Form der für WinterZeit typischen, mit Spielszenen und Musik erweiterten Hörbücher neu vertont und herausgebracht. Erzählerin ist Brigitte Carlsen, in den Spielszenen sind u. a. Dennis Schmidt-Foß, Christian Rode und Andrea Aust zu hören. Seit der Folge 22 ist Markus Duschek federführender Autor der Romanhörspieladaptionen. 
Nachdem die Reihe Macabros Classics 2015 gestartet und dann zunächst wieder eingestellt wurde, wird sie ab Januar 2017 als Gemeinschaftsproduktion mit dem MARITIM-Verlag und der R&B Company fortgesetzt. Die Folgen 1 und 2 wurden im Januar 2017 neu aufgelegt und sind gemeinsam mit Folge 3 erschienen. Anschließend ist alle zwei Monate eine weitere Folge geplant. WinterZeit AUDIOBOOKS plant die Reihe federführend im gleichen Stil weiter zu produzieren. Es soll einige Spielszenen mehr geben, da mittlerweile keine Einschränkungen mehr durch rechtliche Zwänge bestehen.

#### Folgenindex der Hörspiele von WinterZeit
1. Der Monstermacher (Doppel-CD) (2015, Januar 2017).
2. Der Fluch der Druidin (Doppel-CD) (2015, Januar 2017).
3. Attacke der Untoten (Doppel-CD) (Januar 2017)
4. Konga, der Menschenfrosch (Doppel-CD) (April 2017)
5. Die Schreckensgöttin  (August 2017)
6. Der Horror-Trip (September 2017)
7. Totenacker der Dämonen (November 2017)
8. Die Geister-Höhlen (Januar 2018)
9. Blutregen (März 2018)
10. Duell mit den Höllengeistern (2018)
11. Im Leichenlabyrinth (2018)
12. Molochos' Totenkarussell (2019)
13. Mandragora, Herrin der Angst (2019)
14. Knochensaat (2019)
15. Phantoma, Tochter der Finsternis (2020)
16. Geisterheere aus dem Jenseits (2020)
17. Dwylup, Stadt der Monster (2021)
18. Knochentunnel in das Grauen (2022)
19. Im Schlund der Höllenschlange (2022)
20. Die Blutgärten von Sodom (I) - Gestrandet auf der Hölleninsel(2022)
21. Die Blutgärten von Sodom (II) - Besuch aus der Zukunft (2023)
22. Abraxas - Fluch des Magiers (2023)
23. Phantom aus dem Unsichtbaren (2023)
24. Gefangen im Totenmaar (2023)
25. Marionetten des Schreckens (2023)
26. Uga, Bestie aus der Urzeit (2024)
27. Elixier der Verdammnis (2024)
28. Totenbarke nach Xantilon (2025)